# Șușca
Șușca (serb. Шушка) – wieś w Rumunii, w okręgu Caraș-Severin, w gminie Pojejena. W 2011 roku liczyła 450 mieszkańców. 